# 日本インド学生会議
日本インド学生会議（にほんインドがくせいかいぎ）は、日本の学生団体の一つ。略称をJISC（Japan-India Student Conference）とする。1996年10月に発足した。発起人は石津達也、後藤千枝、長浜浩子である。

## 理念
「学生の学生による国際社会の将来のための会議」を主題とする。
1. 学生という立場を存分に活かした、既存の概念や営利関係、特定の政治・宗教にとらわれない自由かつ建設的な直接討議を通じ、世界の諸問題について新たな意見、解決策を導き出し、自ら実行するとともに、それらを社会に報告・提案する。
2. 上記のような討議に限らず、日本とインド両国の学生が寝食をともにする本会議の全日程、またそこまでの準備期間を通じて、両国の学生が直接的な交流をすることにより、お互いの社会、文化、価値観、考え方などについて認識・理解をし、それらを社会に発信する。

## 歴史
1996年10月、第1期実行委員会を発足する。翌年、第1回本会議をカルカッタ(現コルカタ)において8月2日から9月11日の日程で行う。第3回本会議(1999年10月)は東京で行うとともに以後、第6回(2002年)、第9回(2005年)、第12回(2008年),第15回（2011年）を日本で開催する。2001年の第5回本会議ではコルカタに加えてデリーにおいても会議を開催するに至る。13期以降チェンナイにおいても会議が開催されるようになり、3都市での開催が定例化している。さらに今年はバンガロールでも交流を行うそうである。

## 活動内容
8月から9月にかけて日本またはインドで分科会、フィールドワーク、交流会などの本会議を行い、秋に報告会を実施する。そのほかにも講演会など本学生会議の理念を実現する活動を随時行っている。

## 公式ホームページ
http://japan-india.wixsite.com/jisc 日本インド学生会議 新公式ホームページ
- 日本インド学生会議 公式ホームページ
- 第15期第16期日本インド学生会議　公式ブログ
- 第14期日本インド学生会議　公式ブログ
- 第13期日本インド学生会議 公式ブログ
- 第9期日本インド学生会議　公式ブログ